# Hans-Dieter Lux
Hans Dieter Lux (* 15. Februar 1924 in Bad Salzuflen; † 5. September 1994) war ein deutscher Neurophysiologe und experimenteller Epileptologe.

## Leben
Lux studierte von 1947 bis 1954 Medizin und Physik in Göttingen. Nach der Medizinalassistentenzeit und Approbation war er von 1956 bis 1960 Assistent am Max-Planck-Institut für Hirnforschung in Göttingen und von 1960 bis 1962 am Physiologischen Institut der Universität Göttingen. Von 1962 bis 1964 folgte eine Forschungstätigkeit am Max-Planck-Institut für Psychiatrie in München, von 1964 bis 1966 eine Post-doctoral Fellowship an den National Institutes of Health (NIH) in Bethesda, Maryland, USA. Nach erneuter Forschungstätigkeit am Max-Planck-Institut für Psychiatrie in München ab 1967 habilitierte sich Lux 1971.
Bereits 1972 wurde er zum außerplanmäßigen Professor ernannt und übernahm die Leitung der Abteilung für Neurophysiologie am Max-Planck-Institut für Psychiatrie in München. Zuvor hatte er schon 1971 eine Professur für Neurophysiologie an der University of California, Irvine, Kalifornien, USA, und später (1979–1987) verschiedene Gastprofessuren in den USA inne.

## Werk
Lux entwickelte u. a. die Technik ionenselektiver Mikroelektroden zur Erforschung des Zusammenhangs von Änderungen der Ionenkonzentrationen im Extrazellulärraum des Gehirns mit der Epileptogenese und (zusammen mit seinem Schüler und späteren Nobelpreisträger Erwin Neher) die Patch-Clamp-Technik.
Er war (Ko-)Autor zahlreicher Artikel in Fachzeitschriften und Büchern sowie (Mit-)Herausgeber von zwei Büchern.

## Auszeichnungen
- 1965: Hans-Berger-Preis von der Deutschen EEG-Gesellschaft (seit 1996: Deutsche Gesellschaft für Klinische Neurophysiologie und Funktionelle Bildgebung; DGKN)
- 1964: Fritz-Merck-Preis für Physiologie (zusammen mit Otto Creutzfeldt)
- 1977: Michael-Preis der Stiftung Michael
- 1986: Korrespondierendes Mitglied der Deutschen Sektion der ILAE (seit 2004: Deutsche Gesellschaft für Epileptologie)
- 1994: Ehrenmitgliedschaft der Deutschen Sektion der ILAE (seit 2004: Deutsche Gesellschaft für Epileptologie)